# Episodi di Sorelle
La prima ed unica stagione della serie televisiva Sorelle, composta da 6 episodi, è stata trasmessa in prima visione in Italia su Rai 1 dal 9 marzo al 13 aprile 2017.
| nº | Titolo     | Prima TV Italia |
| -- | ---------- | --------------- |
| 1  | Episodio 1 | 9 marzo 2017    |
| 2  | Episodio 2 | 16 marzo 2017   |
| 3  | Episodio 3 | 23 marzo 2017   |
| 4  | Episodio 4 | 30 marzo 2017   |
| 5  | Episodio 5 | 6 aprile 2017   |
| 6  | Episodio 6 | 13 aprile 2017  |

## Episodio 1
Matera. Chiara Silani, avvocatessa di successo in uno studio di Roma, è costretta a tornare nella sua città d'origine per l'improvvisa sparizione della sorella Elena, che vive lì con i suoi tre figli nati dalla relazione con l'allora marito Roberto Roversi che era stato il fidanzato proprio di Chiara. L'avvocata sembra essere l'unica a preoccuparsi per la strana sparizione di Elena mentre i nipoti sembrano averci fatto l'abitudine alle assenze della madre e anzi ne coprono la sparizione fino a quando la zia non se ne accorge e la verità viene fuori. Chiara denuncia quindi ufficialmente la scomparsa della sorella alla sua amica ispettrice Silvia Schiuma ed è costretta a rimanere in città e a chiedere aiuto a Roberto che arriva da Parma. Chiara si accorge di un uomo che la osserva dalla finestra, trova dei bigliettini con delle minacce in giardino e scopre che Elena era stata sospesa dal liceo artistico dove insegnava per motivi disciplinari. Successivamente viene trovato un corpo in un burrone e si ipotizza che potrebbe essere quello di Elena, morta suicida. Intanto, la madre Antonia, che soffre di una forma di demenza, pensa che la figlia sia ancora viva.
- Ascolti Italia: 5 905 000 spettatori - 23,53% share[1]

## Episodio 2
Viene celebrato il funerale di Elena, ma la madre Antonia continua a credere che la figlia sia viva. Intanto continuano le indagini di Silvia che ipotizza però l'omicidio e viene rinvenuta la macchina della donna in fondo al burrone con all'interno 5 000 euro in contanti e tracce di sangue sul sedile; secondo l'autopsia è morta per annegamento ma sul suo conto corrente c'erano strani movimenti di denaro. I tre ragazzini intanto cercano di comportarsi bene perché non vogliono essere affidati al padre Roberto, il quale rivela a Chiara di aver mentito alla polizia: in realtà era a Matera la notte della scomparsa di Elena per cercare di parlarle ma non l'aveva trovata. Chiara va a Roma per parlare con il suo capo Vincenzi mentre a Matera la polizia scopre dalle telecamere che Roberto era in città la fatidica notte e lo arresta.
- Ascolti Italia: 6 137 000 spettatori - 25,6% share[2]

## Episodio 3
Roberto in carcere cerca di ottenere l'appoggio di Chiara che lo va a trovare ma lei non si fida del tutto, anche perché la sua amica poliziotta Silvia prova a farla ragionare sul fatto che ci sono troppi sospetti su di lui. Anche i giornali lo colpevolizzano e così i figli non vogliono più saperne di lui. Chiara scopre che il ragazzo misterioso che si aggira intorno alla sua casa si chiama Nicola Gambi e che è la sua ex fidanzata Claudia ad aver mandato le lettere di minacce a casa Silani perché era gelosa di Elena, professoressa del ragazzo. Antonia continua a peggiorare con la demenza ma la sua vicina di casa Adriana si prende gioco di lei facendole degli scherzi telefonici prima di essere scoperta e messa in guardia da Chiara. Chiara e Silvia cercano di parlare con Nicola ma questo fugge in moto; a casa sua trovano una stanza tappezzata di fotografie e ritratti di Elena. Chiara decide quindi ora di assumere la difesa del cognato.
- Ascolti Italia: 6 525 000 spettatori - 27,6% share[3]

## Episodio 4
Chiara decide di lasciare lo studio associato di Roma per dedicarsi alla difesa del cognato e il paese inizia a mormorare. Silvia scopre che Nicola Gambi tempestava di messaggi Elena ancora due giorni prima della sua morte ma la notte del delitto lui era a lavorare nel suo pub e lo dimostra una telecamera. Roberto ottiene comunque i domiciliari e incontra i figli. Intanto Stella ha le prime mestruazioni e nonna Antonia secondo il medico sta migliorando. Chiara trova davanti a casa sua delle scritte offensive per il fatto che ha scelto di difendere Roberto. La mattina seguente Nicola la segue e cerca di parlarle ma la donna spaventata reagisce colpendolo in testa con un sasso e chiama Silvia; in commissariato ottiene di incontrare Chiara e le rivela che lui non ha ucciso Elena perché è viva. Chiara è scioccata e si sfoga con Roberto finendo per baciarlo per un attimo. Nel frattempo i ragazzi hanno chiesto l'aiuto di Daniele, collega di Chiara a Roma, che scende a Matera e li aiuta a ripulire muri e vetri dalle scritte. Il piccolo Giulio batte la testa durante la ricreazione e ha bisogno di una trasfusione di sangue ma Chiara scopre che il bambino ha un gruppo sanguigno diverso e di conseguenza Roberto non è il suo vero padre. Daniele e Chiara osservano bene le foto di Nicola Gambi notando che una è stata scattata ad Elena dopo la sua scomparsa dato che in basso a destra si nota il cartello dell'edicola con la notizia della sua morte.
- Ascolti Italia: 6 445 000 spettatori - 27,5% share[4]

## Episodio 5
Chiara è tormentata dalle visioni e dagli incubi della sorella e, convinta che sia ancora viva, si mette sulle sue tracce. Roberto diventa furibondo appena apprende la notizia che Giulio non è suo figlio. Marco è geloso della relazione tra Stella e Giorgio e così i due gemelli continuano a litigare. Nicola racconta a Chiara di aver seguito Elena la notte della sua scomparsa fino alla strada provinciale dove lei è scesa dalla macchina e gli ha dato il suo saluto prima di dileguarsi. Roberto spiega a Giulio di non essere suo padre e il bambino non la prende male. Ha inizio il processo e Roberto viene messo sotto torchio dalla PM. Chiara e Silvia scoprono che a spacciarsi per Elena vestendosi allo stesso modo è Claudia che voleva tormentare l'ex fidanzato Nicola. Chiara va da Roberto e i due fanno l'amore. Barbara, ex fidanzata di Roberto a Parma, in aula racconta che tra lui ed Elena era tornato l'amore; Roberto in separata sede cerca di chiarirsi con Chiara dicendo di essere andato a letto con Elena due volte in un hotel romano ma l'avvocato non gli crede più. Alla sera la donna mentre è nella vasca da bagno legge sul vetro la scritta Martino; da questo segno Daniele, che aveva deciso di interrompere la collaborazione con Chiara, risale a Martino Siniscalchi, vice sindaco di Potenza, come presunto padre naturale di Giulio e quindi coinvolto nella morte di Elena.
- Ascolti Italia: 6 561 000 spettatori - 27,6% share[5]

## Episodio 6
Silvia e Nando con una scusa incontrano Martino Siniscalchi in Comune e dal DNA rilevato da un bicchiere, arriva la conferma che è il padre di Giulio. Per aver agito senza autorizzazione all'ispettrice viene tolto il caso e viene mandata in maternità. Sinischalchi viene sentito al processo, ma il suo alibi non regge e si scontra con Chiara. Daniele scopre che il vicesindaco picchiava la moglie; questa viene convinta da Chiara a testimoniare. Il giudice decide di assolvere Roberto mentre Siniscalchi finisce sotto processo. Daniele, innamorato di Chiara, decide di tornare a Roma. Chiara è pronta a trasferirsi a Parma con Roberto e i ragazzi ma, sul pc di sua madre, trova un video in cui si vede Elena ricattare Roberto per una laurea comprata. Chiara capisce così che è davvero lui l'assassino e gli dà appuntamento nella gravina di Matera, luogo di ritrovo con la sorella da bambine, dove lo accusa prima di essere aggredita riuscendo a liberarsi solo grazie all'intervento del fantasma di Elena. Roberto viene arrestato mentre Chiara inizia una nuova vita al fianco di Daniele.
- Ascolti Italia: 6 192 000 spettatori - 27,2% share[6]